# Phyllachora capensis
Phyllachora capensis är en svampart som först beskrevs av Doidge, och fick sitt nu gällande namn av Doidge 1942. Phyllachora capensis ingår i släktet Phyllachora och familjen Phyllachoraceae.   Inga underarter finns listade i Catalogue of Life.